# Despotat Morea

Despotat Morea, 1450

Das Despotat Morea war ein byzantinisches Herrschaftsgebiet auf der Peloponnes.
Nachdem die Ritter des Vierten Kreuzzuges im Jahr 1204 Konstantinopel erobert und damit das noch immer beachtliche Byzantinische Reich zerschlagen hatten, bildete sich eine Anzahl Einzelstaaten heraus, wie das Despotat Epirus, das Kaiserreich Trapezunt, das Kaiserreich Nikaia, das Lateinische Königreich Thessaloniki sowie das Lateinische Kaiserreich als eigentlicher Rest des einstigen Oströmischen Reiches. In Morea (Peloponnes) bildete sich das lateinische Fürstentum Achaia.
Im Jahr 1259 gelang es Michael VIII. Palaiologos, die alliierten epirotischen und achaischen Heere bei der Schlacht von Pelagonien zu schlagen und den achaischen Fürsten Wilhelm II. von Villehardouin gefangen zu nehmen. Zwei Jahre später konnte Michael auch Konstantinopel zurückerobern. 1262 wurde Wilhelm II. aus der Gefangenschaft entlassen, allerdings musste er dem Kaiser das Gebiet um die Festung Mistra, nahe dem antiken Sparta, abtreten und ihm den Treueid schwören, wovon er freilich nach seiner Rückkehr in Morea vom Papst freigesprochen wurde.
Das Gebiet um Mistra (hauptsächlich Lakonien) wurde nun eine byzantinische Provinz, von einer Kephale geleitet. Nachdem die Byzantiner erfolglos versucht hatten, das Fürstentum Achaia zu erobern, etablierte sich im 14. Jahrhundert ein gewisser modus vivendi zwischen den beiden Staaten, obwohl gegenseitige Streifzüge nie vollständig aufhörten. Seit der Mitte des 14. Jahrhunderts, erst unter den Kantakuzenen und später den Palaiologen, diente das Amt des „Despoten“ der Morea als byzantinische Sekundogenitur, während die Macht Achaias verfiel. Daneben besaß Venedig bedeutende Besitzungen auf der Halbinsel, wie etwa die massiven Festungen von Methoni und Koroni am westlichen Finger der Peloponnes.
Im 15. Jahrhundert konnten die Söhne des Kaisers Manuel II. Palaiologos die Reste der lateinischen Herrschaft beseitigen, und mit dem Fall von Patras 1430 war die Halbinsel mit Ausnahme der venezianischen Kolonien wieder vollständig unter byzantinischer Kontrolle. 1448 wurde der Despot Konstantin in Mistra als Konstantin XI. zum letzten byzantinischen Kaiser erhoben. Nachdem 1453 Konstantinopel von den Türken erobert worden war, wurde 1460 auch Morea von den Türken unter Sultan Mehmed II. eingenommen.

## Bezeichnung
Der Begriff Despotat leitet sich vom griechischen Wort despotes (δεσπότης) für ‚Herr‘ ab und hat in Bezug auf die byzantinischen Despotate keine wertende Funktion. Es handelt sich bei den byzantinischen Despotaten also nicht um Gewaltherrschaften im Sinne von Despotien, sondern lediglich um Provinzen oder Fürstentümer innerhalb des Reiches. Dementsprechend ist Despot in diesem Zusammenhang der Titel des Provinzgouverneurs. Siehe dazu auch Despot (Titel).

## Byzantinische Statthalter und Despoten von Morea
- Michael Kantakuzenos (1308–1316)
- Andronikos Asanes (1316–1322)
- Manuel Kantakuzenos (1348–1380)
  - Michael Asanes und Andreas Asanes, Usurpatoren (1354/55)
- Matthaios Asanes Kantakuzenos (1380–1383)
- Demetrios I. Asanes Kantakuzenos (1383)
- Theodoros I. Palaiologos (1383–1407)
- Theodoros II. Palaiologos (1407–1443)
- Konstantinos Palaiologos (1428–1448)
  - Thomas Palaiologos (1428–1460)
- Demetrios II. Palaiologos (1449–1460)
  - Manuel Kantakuzenos, Usurpator (1453–1454)